# 第301施設隊
第301施設隊（だいさんまるいちしせつたい）は、陸上自衛隊富山駐屯地（富山県 砺波市）に駐屯していた第4施設団隷下の施設科部隊で2006年（平成18年）3月27日に第382施設中隊に改編された。

## 概要
1993年（平成 5年）3月の第4施設団改編時に第321地区施設隊を廃止し、第301施設隊が新編され第4施設団に編合。第301施設隊長が富山駐屯地司令を兼務していた。
2006年（平成18年）3月の第4施設団改編時に第7施設群の機能別中隊改編に合わせ第382施設中隊へ改編され第7施設群に編合された。第382施設中隊長が富山駐屯地司令を兼務する。

## 沿革
第321地区施設隊
- 1962年（昭和37年）
  - 1月18日：第321地区施設隊が豊川駐屯地に新編。
  - 10月10日：第321地区施設隊が豊川駐屯地から富山分屯地（現・富山駐屯地）へ移駐。
- 1973年（昭和48年）3月27日：第321地区施設隊が第4施設団直轄部隊となる。

第301施設隊
- 1993年（平成 5年）3月30日：第321地区施設隊（富山駐屯地）を廃止・改編し、第4施設団隷下に編第301施設隊を富山駐屯地に新編。

第382施設中隊
- 2006年（平成18年）3月27日：第301施設隊（富山駐屯地）を廃止・改編し、第7施設群隷下に第382施設中隊を富山駐屯地に新編。

　以降の沿革は第4施設団および第7施設群参照してください。

## 廃止時の部隊編成
- 第301施設隊本部
- 第1施設小隊
- 第2施設小隊
- 第3施設小隊

車両の部隊表示は、全て「301施設」

## 整備支援部隊
- 中部方面後方支援隊第104施設直接支援大隊の担当部隊（富山駐屯地）：2004年（平成16年）3月29日から